# Francisco César García Magán

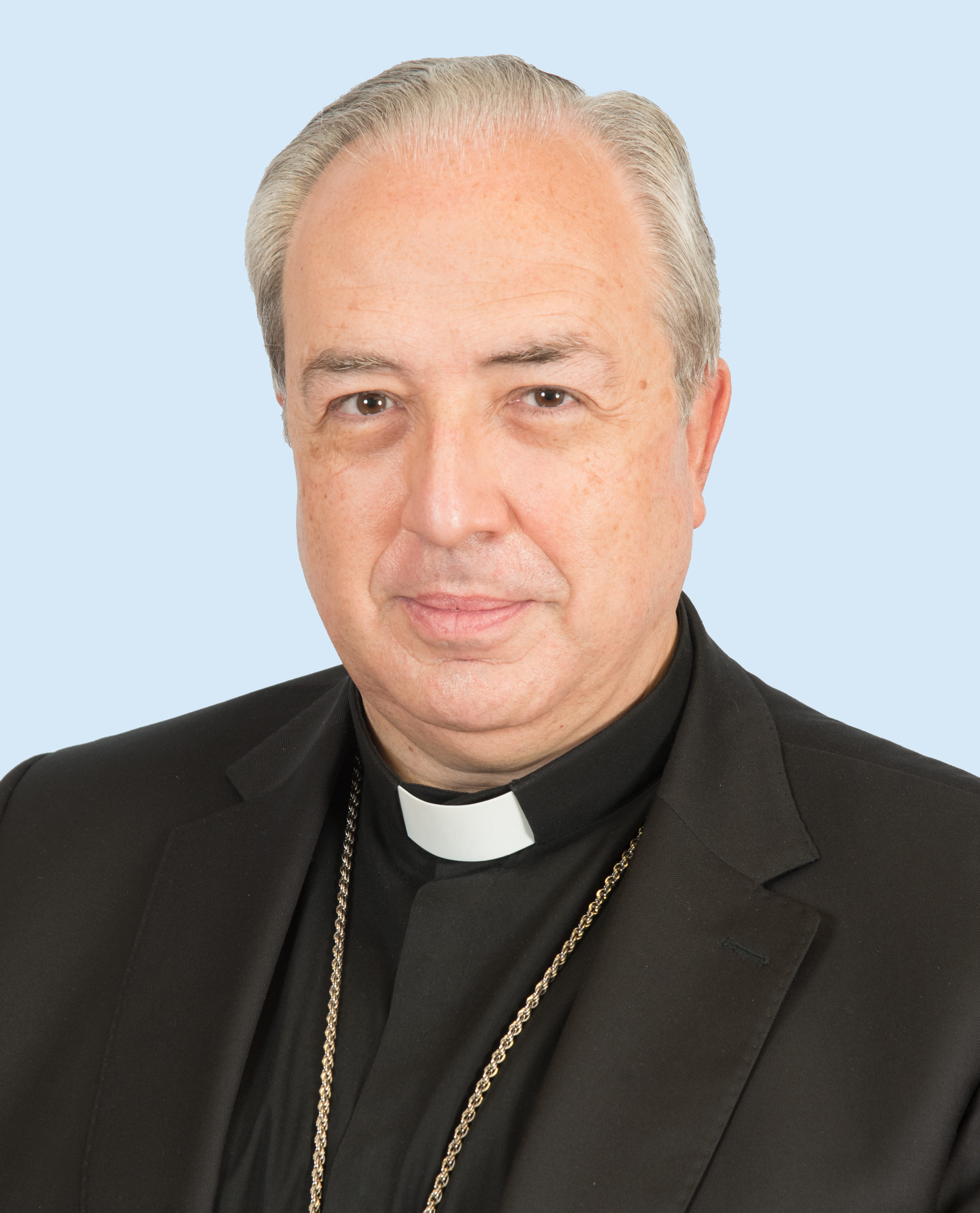
Francisco César García Magán, 2022

Bischofswappen von Francisco César García Magán

Francisco César García Magán (* 2. Februar 1962 in Madrid) ist ein spanischer römisch-katholischer Geistlicher und Weihbischof in Toledo.

## Leben
Francisco César García Magán studierte ab 1980 Philosophie und Katholische Theologie am Priesterseminar San Ildefonso in Toledo. Am 13. Juli 1986 empfing er das Sakrament der Priesterweihe für das Erzbistum Toledo.
García Magán wirkte von 1986 bis 1988 als Sekretär des Generalvikars und als Pfarrvikar der Pfarrei Santa Bárbara in Toledo, bevor er persönlicher Sekretär des Weihbischofs in Toledo, Rafael Palmero, wurde. 1989 wurde Francisco César García Magán für weiterführende Studien nach Rom entsandt, wo er an der Päpstlichen Universität Gregoriana Lizenziate in den Fächern Dogmatik (1990) und Kanonisches Recht (1992) erwarb. 1998 wurde er an der Päpstlichen Lateranuniversität mit der Arbeit Derechos de los pueblos y naciones: un ámbito de diálogo entre el derecho internacional y el magisterio de Juan Pablo II („Die Rechte der Völker und Nationen: ein Dialog zwischen dem internationalen Recht und dem Lehramt von Johannes Paul II.“) zum Doktor beider Rechte promoviert. Zudem absolvierte er von 1995 bis 1998 eine Ausbildung an der Päpstlichen Diplomatenakademie. Parallel zu seinen Studien war García Magán von 1991 bis 1995 in der Sektion für die Allgemeine Angelegenheiten des Staatssekretariats und von 1989 bis 1998 als Kaplan der Franziskaner-Missionsschwestern der Mutter des göttlichen Hirten in Rom tätig. 1998 trat Francisco César García Magán in den diplomatischen Dienst des Heiligen Stuhls ein. Er war Nuntiaturrat an den Nuntiaturen in Kolumbien (1998–2000), Nicaragua (2000–2003), Frankreich (2003–2006) und Serbien (2006–2007). Zudem lehrte García Magán von 2002 bis 2003 am interdiözesanen Priesterseminar in Managua. Papst Johannes Paul II. verlieh ihm 2000 den Ehrentitel Päpstlicher Ehrenkaplan und Papst Benedikt XVI. 2005 den Ehrentitel Päpstlicher Ehrenprälat.
2007 kehrte Francisco César García Magán in das Erzbistum Toledo zurück, wo er als Domherr an der Kathedrale von Toledo (2008–2018) sowie als Bischofsvikar für die Kultur und die internationalen Beziehungen (2008–2015) und als Pro-Generalvikar (2015–2020) tätig war. Daneben war er von 2009 bis 2014 Sprecher der Kommission für Religionsfreiheit des Justizministeriums Spaniens. Von 2010 bis 2012 war er außerdem Mitglied des Leitungsteams der Asociación Española de Canonistas und von 2012 bis 2014 schließlich deren Vizepräsident. 2020 wurde García Magán Generalvikar des Erzbistums Toledo. Zudem lehrte er ab 2007 Kanonisches Recht an der Universidad Eclesiástica San Dámaso in Madrid sowie ab 2008 am Instituto Teológico San Ildefonso und am Instituto Teológico de Ciencias Religiosas Santa María in Toledo.
Am 15. November 2021 ernannte ihn Papst Franziskus zum Titularbischof von Scebatiana und zum Weihbischof in Toledo. Der Erzbischof von Toledo, Francisco Cerro Chaves, spendete ihm am 15. Januar 2022 in der Kathedrale von Toledo die Bischofsweihe; Mitkonsekratoren waren der emeritierte Erzbischof von Toledo, Braulio Rodríguez Plaza, und der Apostolische Nuntius in Spanien, Erzbischof Bernardito Cleopas Auza. Sein Wahlspruch Ex hominibus, pro hominibus („Aus den Menschen, für die Menschen“) stammt aus Hebr 5,1 .
Seit 2019 ist Francisco César García Magán Mitglied der Real Academia de Jurisprudencia y Legislación und Offizier des Ritterordens vom Heiligen Grab zu Jerusalem.

## Schriften
- Rafael Palmero, Demetrio Fernández González, Francisco César García Magán: Iglesia, misterio de fe, hogar de hermanos y comunidad de vida. Arzobispado de Toledo, Toledo 1987, ISBN 978-84-404-0077-2.
- Derechos de los pueblos y naciones: un ámbito de diálogo entre el derecho internacional y el magisterio de Juan Pablo II. Pontificia Universitas Lateranensis, Rom 1999, OCLC 1100268849.